# Traanheuvel

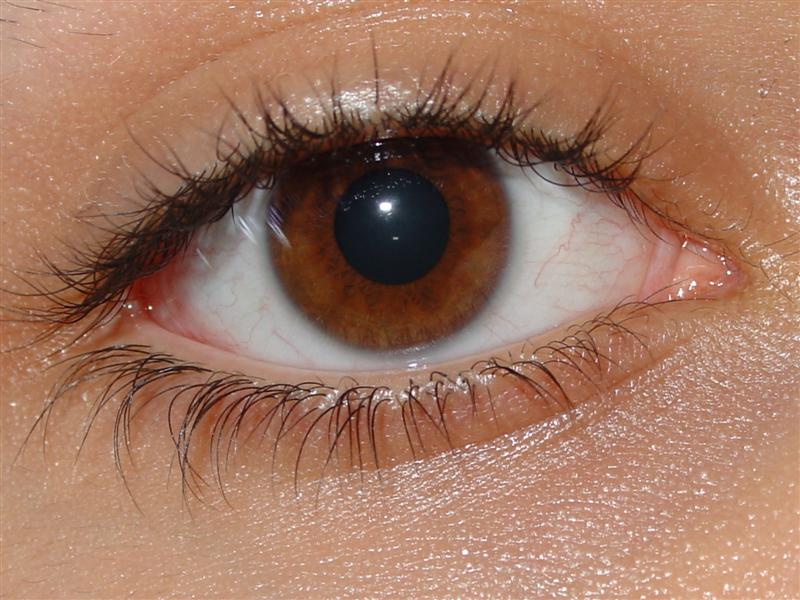
De rozekleurige verhevenheid in de ooghoek rechts in het plaatje is de traanheuvel

De traanheuvel of caruncula lacrimalis is een verhevenheid in de ooghoek aan de zijde van de neus. Het ligt tussen de oogleden als een modificatie van het bindvlies. Het bestaat uit bindweefsel, dat is doorspekt met vetweefsel. De slijmhuid bevat talgklieren, bekercellen en ook enkele secernerende klieren. 
Bij veel zoogdieren is de traanheuvel gepigmenteerd, bij enkele (ook bij de mens) lichter van kleur en licht behaard. Bij de hond bevindt zich in de traanheuvel een extra traanklier, de glandula carunculae lacrimalis. Bij andere dieren heeft de structuur niets met tranen te maken, en is dus de naam eigenlijk verwarrend.